# Letitia Wright
Letitia Michelle Wright (Georgetown, 31 de outubro de 1993) é uma atriz guianesa-britânica. Iniciando em 2011, ela interpretou papéis em diversas séries de TV britânicas, incluindo  Top Boy, Choming Up, Chasing Shadows, o episódio de Doctor Who "Face the Raven" e o episódio "Black Museum" de Black Mirror.
A Academia Britânica de Artes cinematográficas e Televisivas (BAFTA) nomeou Wright entre as revelações britânicas de 2015. Wright é melhor conhecida como Shuri em Pantera Negra e Vingadores: Guerra Infinita do Universo Cinematográfico Marvel (ambos de 2018).

## Início da vida
Wright nasceu em Georgetown, Guiana. Sua família se mudou para Londres quando tinha sete anos de idade, onde ela frequentou a escola. Tendo sido criada em Tottenham, ela declarou, "eu serei sempre uma menina do norte de Londres."

## Carreira
O interesse de Wright em atuar foi inspirado quando assistiu a Akeelah and the Bee e viu a protagonista, Akeelah Anderson (Keke Palmer) como um modelo positivo. Determinada a atuar, ela enviou e-mails para diferentes agentes sobre sua experiência até que ela foi escolhida para peças pequenas. Ela estrelou My Brother, the Devil, onde foi reconhecida pela Screen Daily como uma de suas Estrelas de Amanhã de 2012. Michael Caton-Jones elencou-a em Urban Hymn  onde ganhou atenção do público. Ela atuou em inúmeros episódios de séries da TV britânica  (ver tabela abaixo).
Wright co-estrelou em Black Panther, desempenhando o papel de Shuri,  irmã do Rei T'Challa e princesa de Wakanda. O filme foi lançado mundialmente em fevereiro de 2018, e estrelado por Michael B. Jordan, Lupita Nyong'o, Danai Gurira, e Chadwick Boseman. Ela reprisou o papel no filme seguinte do Universo Cinematográfico Marvel filme, Avengers: Infinity War, que foi lançado em abril de 2018. Também em 2018, Wright apareceu como  Reb na  adaptação para o cinema  de Steven Spielberg do romance Ready Player One. Wright aparece como uma das participações especiais no videoclipe  de Drake's  "BNice for What".

## Vida pessoal
Wright tem se expressado sobre suas lutas com a depressão. Em 2018, ela disse a Vanity Fair, "eu estava no escuro, passando por muitas coisas ruins, quando o mundo não sabia sobre a Shuri e Letitia e tudo o que está acontecendo agora." Wright fez uma pausa na atuação até 2015, depois de ela ter encontrado o Cristianismo em Londres num grupo de estudo da Bíblia para atores. No talk show britânicoThis Morning, ela explicou, "eu precisava fazer uma pausa como atriz, porque eu realmente idolatrava isso. Assim que saí, fui em uma jornada para descobrir a minha relação com Deus, e tornei-me cristã."

### Controvérsia sobre vacinação
Em 4 de dezembro de 2020, Wright enfrentou uma reação negativa depois que ela compartilhou publicamente um vídeo antivacinação em sua conta do Twitter. Mais tarde, ela afirmou que "não era contra as vacinas, mas era importante 'fazer perguntas'" e que sua "ÚNICA intenção de postar o vídeo foi que levantou minhas preocupações com o que a vacina contém e o que estamos colocando em nossos corpos." Wright posteriormente excluiu suas contas do Twitter e Instagram.
Em outubro de 2021, o The Hollywood Reporter relatou que Wright se separou de toda a sua equipe de representantes dos Estados Unidos devido ao alvoroço em torno do vídeo e supostamente continuou a defender sentimentos antivacinas semelhantes no set de Black Panther: Wakanda Forever durante a produção. Wright voltou às redes sociais para negar essas acusações.

## Filmografia

### Televisão
| Ano  | Título          | Função         | Notas                                          |
| ---- | --------------- | -------------- | ---------------------------------------------- |
| 2011 | Holby City      | Ellie Maynard  | Episódios: "Visão de Túnel" e "Cruzar a Linha" |
| 2011 | Random          | Menina 3       | Filme para TV                                  |
| 2011 | Top Boy         | Chantelle      | 4 episódios                                    |
| 2013 | Coming Up       | Hannah         | Episódio: "Menina Grande"                      |
| 2014 | Glasgow Girls   | Amal           | Filme para TV                                  |
| 2014 | Chasing Shadows | Taylor Davis   | Episódio: "Só Ligar"                           |
| 2015 | Banana          | Vivienne Scott | 3 episódios                                    |
| 2015 | Cucumber        | Vivienne Scott | 4 episódios                                    |
| 2015 | Doctor Who      | Anahson        | Episódio: "Face the Raven"                     |
| 2016 | Humans          | Renie          | 7 episódios                                    |
| 2017 | Black Mirror    | Nish           | Episódio: "Black Museum"                       |

### Cinema
| Ano  | Título                             | Função               | Notas                 |
| ---- | ---------------------------------- | -------------------- | --------------------- |
| 2011 | Victim                             | Nyla                 |                       |
| 2012 | My Brother the Devil               | Aisha                |                       |
| 2015 | Urban Hymn                         | Jamie Harrison       |                       |
| 2018 | The Commuter                       | Jules Skatista       |                       |
| 2018 | Pantera Negra                      | Shuri                | Melhor Equipe na Tela |
| 2018 | Ready Player One                   | Reb                  | Papel do Cameo        |
| 2018 | Vingadores: Guerra Infinita        | Shuri                |                       |
| 2019 | Guava Island                       | Yara Love            |                       |
| 2019 | Vingadores: Ultimato               | Shuri                |                       |
| 2022 | Pantera Negra: Wakanda Para Sempre | Shuri/ Pantera Negra |                       |
| 2022 | Aisha                              | Aisha Osagie         |                       |
| 2022 | The Silent Twins                   | June Gibbons         | Também produtora      |
| 2022 | Morte no Nilo                      | Rosalie Otterbourne  |                       |
| 2023 | Surrounded                         | Moses Washington     | Também produtora      |
| 2026 | Avengers: Doomsday                 | Shuri/ Pantera Negra | Filmando              |

### Produtor
- The Silent Twins (2022)
- Surrounded (2023)
- Sound of Hope: The Story of Possum Trot (2024; Produtor Executivo)

## Prêmios e indicações
| Ano  | Prêmio                      | Categoria                                              | Indicação     | Resultado | Ref.   |
| ---- | --------------------------- | ------------------------------------------------------ | ------------- | --------- | ------ |
| 2018 | Prêmios Emmy do Primetime   | Melhor Atriz Coadjuvante em Minissérie ou Telefilme    | Black Mirror  | Indicado  | [ 19 ] |
| 2018 | Prêmio Saturno              | Melhor Ator/Atriz Jovem                                | Black Panther | Indicado  | [ 20 ] |
| 2018 | MTV Movie & TV Awards       | Melhor Dupla                                           | Black Panther | Indicado  | [ 21 ] |
| 2018 | MTV Movie & TV Awards       | Roubo de Cena                                          | Black Panther | Indicado  | [ 21 ] |
| 2018 | Teen Choice Awards          | Melhor Atriz em Filme de Ficção Científica ou Fantasia | Black Panther | Venceu    | [ 22 ] |
| 2018 | Teen Choice Awards          | Melhor Ator em Cinema                                  | Black Panther | Indicado  | [ 22 ] |
| 2019 | British Academy Film Awards | Melhor Ator ou Atriz em Ascensão                       |               | Venceu    | [ 23 ] |
| 2019 | NAACP Image Awards          | Melhor Atuação em Cinema                               | Black Panther | Venceu    | [ 24 ] |
| 2019 | NAACP Image Awards          | Melhor Atriz Coadjuvante em Cinema                     | Black Panther | Indicado  | [ 25 ] |
| 2019 | Prêmios Screen Actors Guild | Melhor Elenco em Cinema                                | Black Panther | Venceu    | [ 26 ] |